# Estación Guryong

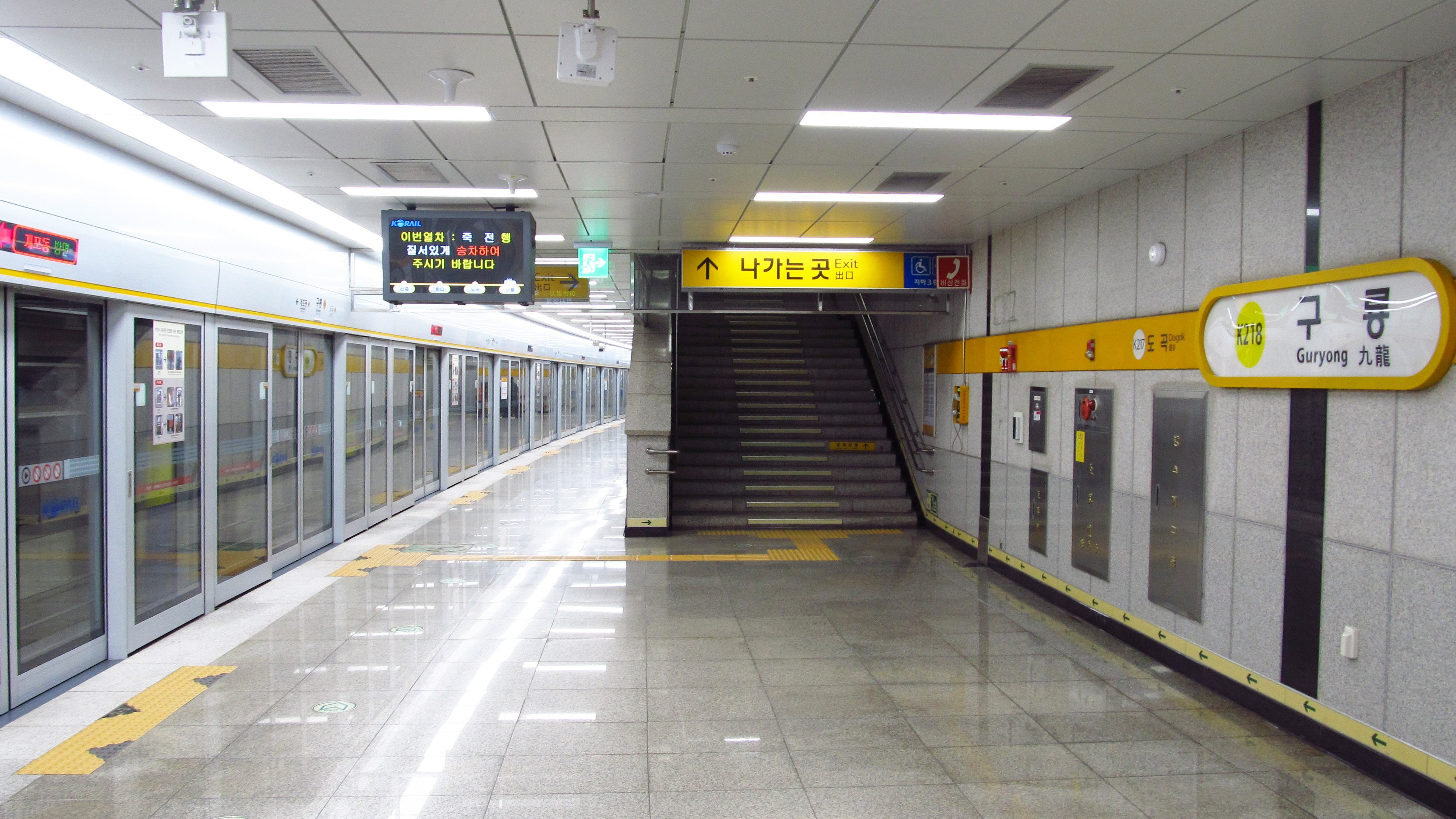
Andén de la estación Guryong

Estación Guryong (Guryong-yeok) es una estación de la Línea Bundang del Metro Metropolitano de Seúl. La estación está localizada en Gangnam-gu, Seúl.

## Características
Debido a las diferencias de la elevación de la tierra, la Salida 2 de la estación está conectada directamente fuera sin ningún tipo de escaleras, similar a la de Estación Geumho

## Historia
- 24 Sep 2004: La apertura de la estación